# Squalius turcicus
Squalius turcicus är en fiskart som beskrevs av De Filippi, 1865. Squalius turcicus ingår i släktet Squalius och familjen karpfiskar. Inga underarter finns listade i Catalogue of Life.